# Andrei Icefield
Das Andrei Icefield ist ein großes Eisfeld im Nordwesten der kanadischen Provinz British Columbia.

## Geographie
Das Andrei Icefield liegt in den Boundary Ranges der Coast Mountains, 130 km nordwestlich der Gemeinde Stewart im Cassiar Land District. Das Eisfeld ist die Quelle zahlreicher Talgletscher, darunter des Hoodoo Glacier und des Twin Glacier, welche in den Quellgebieten des Hoodoo River bzw. des Twin River liegen.:354,364 Zwischen diesen beiden Gletschern liegt der Hoodoo Mountain, ein flachgipfliger Schichtvulkan der Northern Cordilleran Volcanic Province. Weitere aus dem Andrei Icefield stammende Gletscher sind der Andrei Glacier, der Porcupine Glacier, der Johnson Glacier und der Choquette Glacier; letzterer liegt im Quellgebiet des Choquette River.
Das Andrei Icefield ist größer als das Columbia Icefield in den Canadian Rockies. Es ist nach dem Sohn von Olav Mokievsky-Zubok, einem Glaziologen, der in den 1960er und 1970er Jahren maßgebliche glaziologische Untersuchungen in den Coast Mountains anstellte, benannt.

## Gipfel
Das Andrei Icefield enthält mehrere benannte Berge, namentlich:
- Big Mountain – 2671 m – 56° 53′ N, 131° 32′ W[7]
- Mount Robertson – 2419 m – 56° 53′ N, 131° 36′ W[8]
- Nike Peak – 2407 m – 57° 3′ N, 131° 5′ W[9]
- Pheno Mountain – 2355 m – 56° 55′ N, 131° 27′ W[10]
- Mount Laura – 2287 m – 56° 49′ N, 131° 35′ W[11]
- Surprise Mountain – 2279 m – 56° 47′ N, 131° 28′ W[12]
- Largus Peak – 1990 m – 57° 2′ N, 130° 50′ W[13]
- Baffle Peak – 1971 m – 57° 5′ N, 130° 52′ W[14]
- Newmont Peak – 1950 m – 56° 51′ N, 131° 7′ W[15]
- Mount Verrett – 1906 m – 56° 44′ N, 131° 3′ W[16]
- Hoodoo Mountain – 1850 m – 56° 46′ N, 131° 18′ W[17]
- Sugarloaf Mountain – 1739 m – 56° 51′ N, 131° 39′ W[18]
- Warm Spring Mountain – 1608 m – 56° 50′ N, 131° 41′ W[19]
- The Knob – 1309 m – 56° 51′ N, 131° 43′ W[20]
- Mount Choquette – 1273 m – 56° 47′ N, 131° 43′ W[21]

In einer anderen Quelle werden auch noch der Mount Turner, der Mount McGrath, der Middle Mountain und der Eagle Crag genannt.

## Geologie
Unter dem Eisfeld liegen triassische vulkanische Gesteine, die den Stikine-Terran enthalten. Eine Uran-Blei-Datierung ergab ein Alter der  Kristallisation von etwa 218 bis 223 Millionen Jahren.